# (577) Rea
(577) Rea es un asteroide perteneciente al cinturón de asteroides descubierto el 20 de octubre de 1905 por Maximilian Franz Wolf desde el observatorio de Heidelberg-Königstuhl, Alemania.
Está nombrado por Rea, una diosa de la mitología griega.